# Erongo (pohoří)
Erongo je pohoří v centrální části Namibijské republiky na jihozápadě afrického kontinentu. Podle tohoto horského masívu je pojmenován jeden ze čtrnácti namibijských regionů, na jehož území se pohoří nachází. Z historického a etnografického hlediska se jedná o území Damaralandu, teritoria, obývaného národem Damarů, příslušníků jedné z větví skupiny Bantuů. Nejvyšším vrcholem pohoří Erongo je Hohenstein (2319 m n. m.).

## Geografie

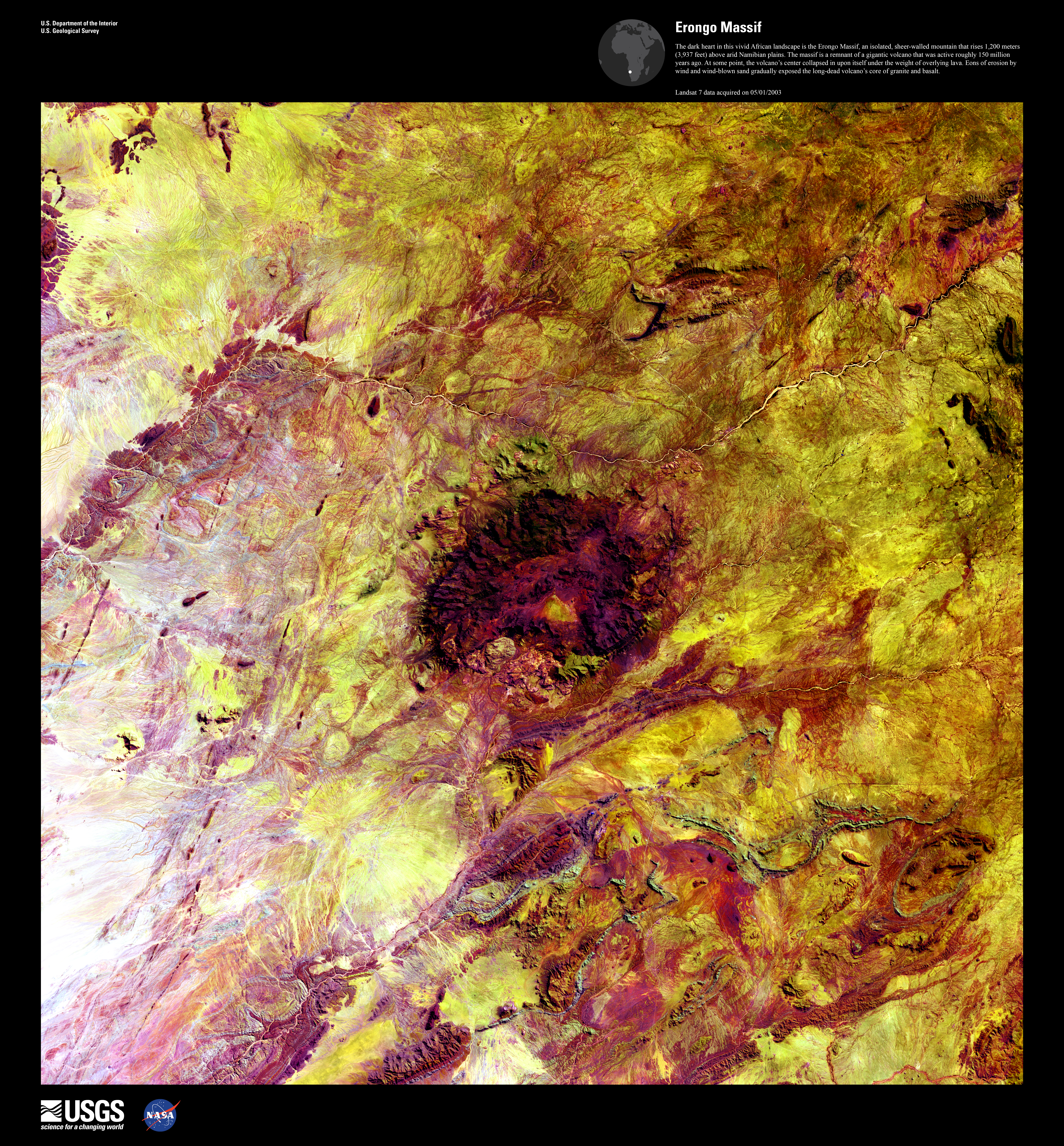
Erongo na satelitním snímku

Pohoří má elipsovitý půdorys o průměru 35 až 40 km a zaujímá rozlohu zhruba 1000 km². Podél severního okraje hor protéká od východu k západu řeka Omaruru, na opačné jižní straně pohoří ohraničuje koryto Khan Rivier, která zde míří od severovýchodu k jihozápadu. Převýšení horského masívu nad okolním rovinatým terénem činí až 1200 metrů.
Nejvýznamnějšími sídly v okolí jsou Omaruru na severovýchodě, Okombahe na severozápadě a Usakos a Karibib na jihu. Nejblíže k hlavním a nejvyšším vrcholům pohoří se nachází vesnice Kudubis na západě.
Za součást pohoří Erongo bývá považován také osamělý masív Spitzkoppe. Tento skalní suk, kterému se přezdívá "Namibijský Matterhorn", ční do výšky kolem 700 metrů nad okolním terénem ve vzdálenosti zhruba 30 km vzdušnou čarou směrem na západ od okraje hlavního masívu Eronga.

## Podnebí
Klima lze charakterizovat jako pouštní s minimem srážek. Roční průměr srážek v této oblasti nepřesahuje 200–300 mm, přičemž většina jich připadá na letní měsíce, tj. na období od ledna do března. Nejdeštivější měsíc je únor, nejsušší pak červenec. Průměrná roční teplota (podle výsledků měření z Omaruru) zde činí 20,5 °C. Nejchladnější měsíce jsou červen a červenec s průměrnou teplotou přibližně 16 °C a s denními maximy kolem 23 °C, zatímco v létě, tj. v období od října do března, se maxima pohybují kolem 30 °C a mohou se blížit i ke 40 °C.

## Geologie a mineralogie

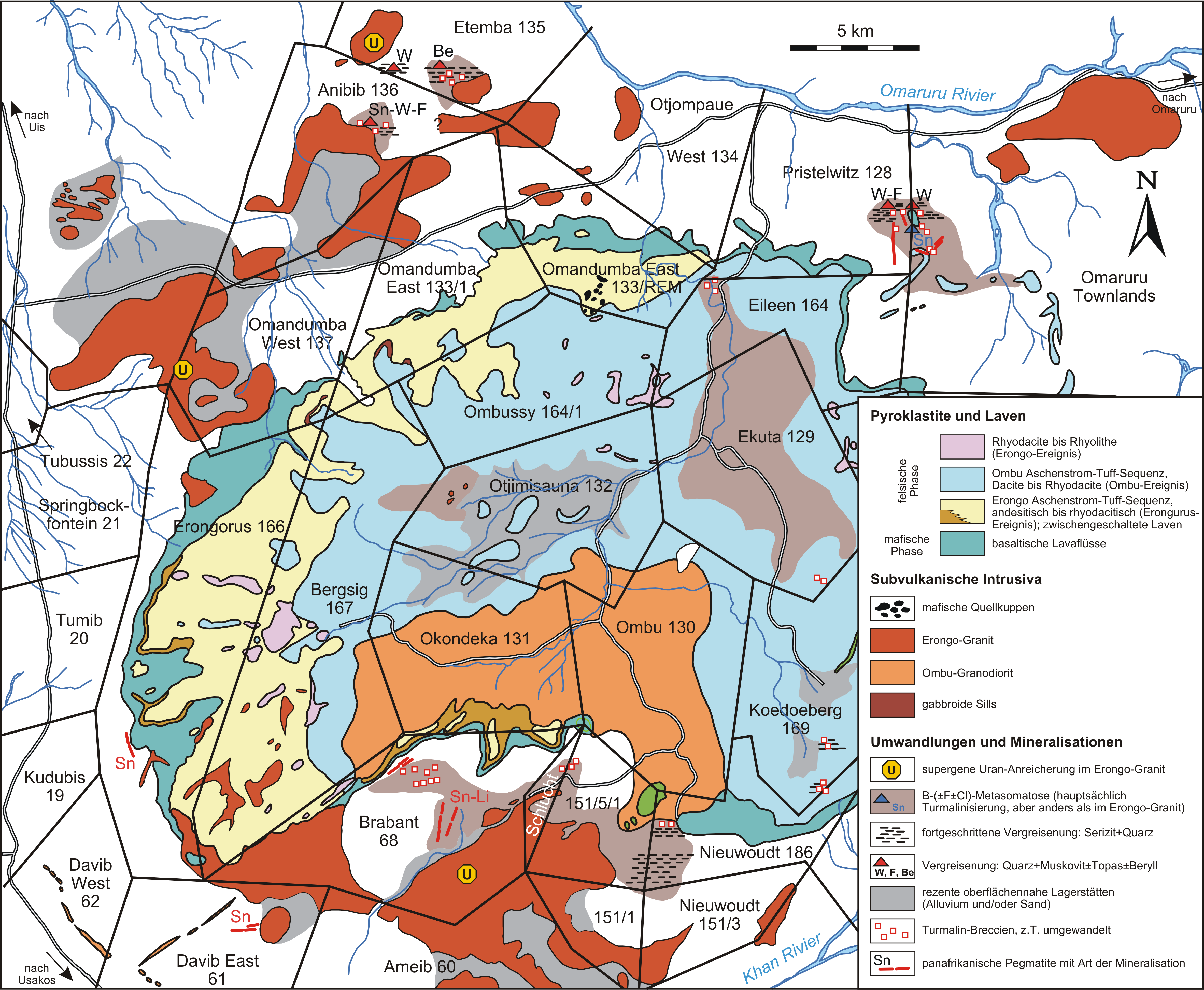
Geologická mapa pohoří Erongo

Erongo je s průměrem zhruba 40 km největším z kruhovitých vulkanických komplexů v oblasti Damaralandu (podobným, leč menším, je například pohoří Brandberg s nejvyšším vrcholem Namibie Königsteinem). Vyskytují se zde jak extruzivní, tak i starší intruzivní horniny, jako například žula.
Z hlediska geologické stavby lze masív Erongo rozdělit na tři hlavní části:
- Centrální masív vulkanického původu o průměru cca 30 km
- Průniky žuly v okrajových částech masívu
- Půlkruhovitý prstenec toleitového doleritu o průměru zhruba 50 km

Zatímco oblast Damaralandu je geologicky mnohem starší (kolem 450 miliónů let), pohoří Erongo bylo vytvořeno vulkanickou činností na konci jurského období, tj. před zhruba 150 milióny let. Jedná se de facto o pozůstatek mohutného vulkánu, přičemž současná podoba tohoto horského masívu je výsledkem kolapsu jeho centrální části pod tíhou nahromaděných vyvřelin.

### Bohatství minerálů
Namibijské pohoří Erongo patří mezi světově proslulé mineralogické lokality. Nejznámějšími minerály, získávanými z ložisek v místních horninách, jsou odrůdy berylu, jako je blankytný akvamarín nebo bezbarvý goshenit. Dále lze jmenovat křemen a jeho odrůdy, např. záhnědu, pak živec, muskovit, fluorit či topaz nebo odrůdy turmalínu.

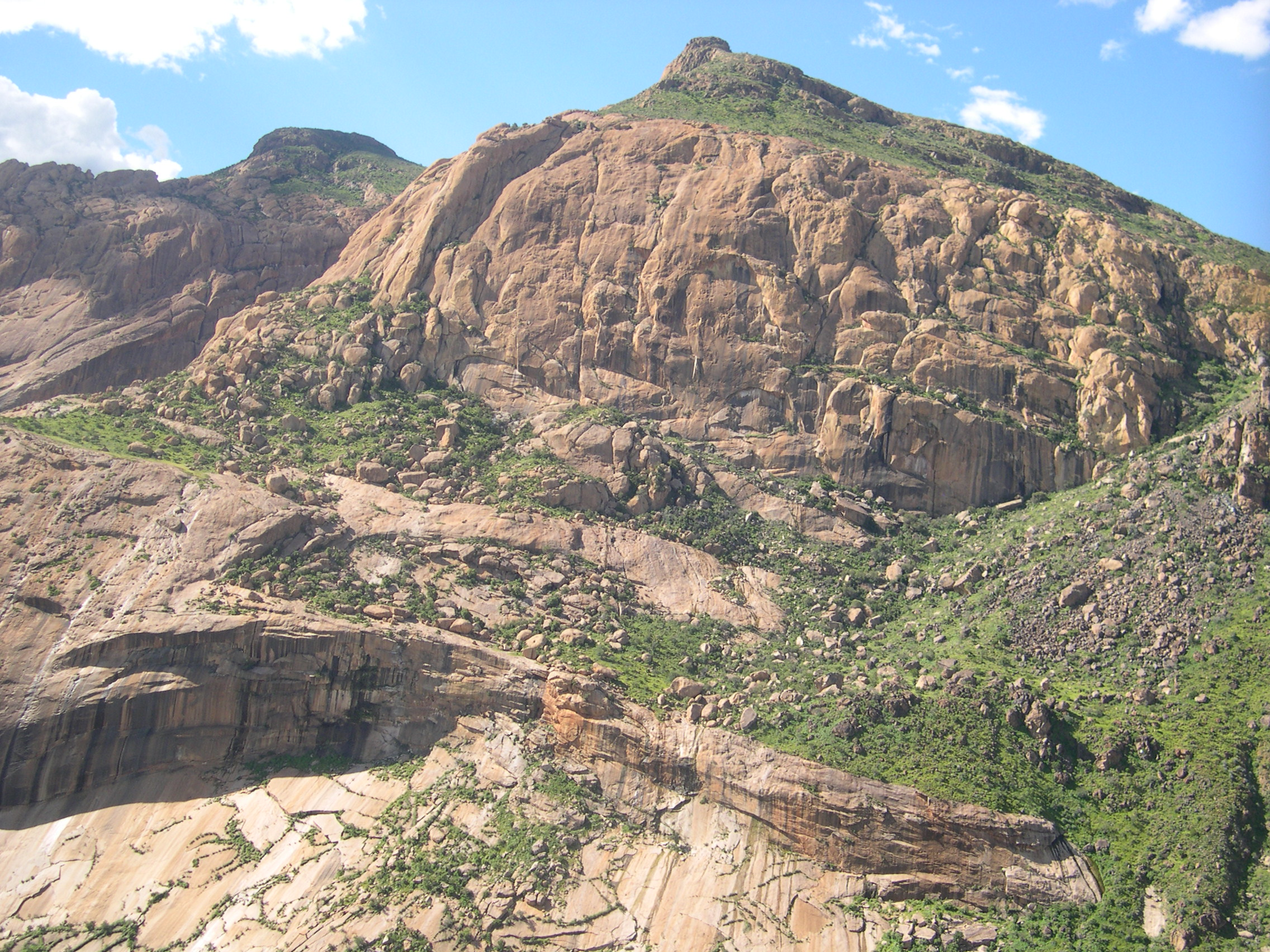
Hohenstein, nejvyšší vrchol Eronga
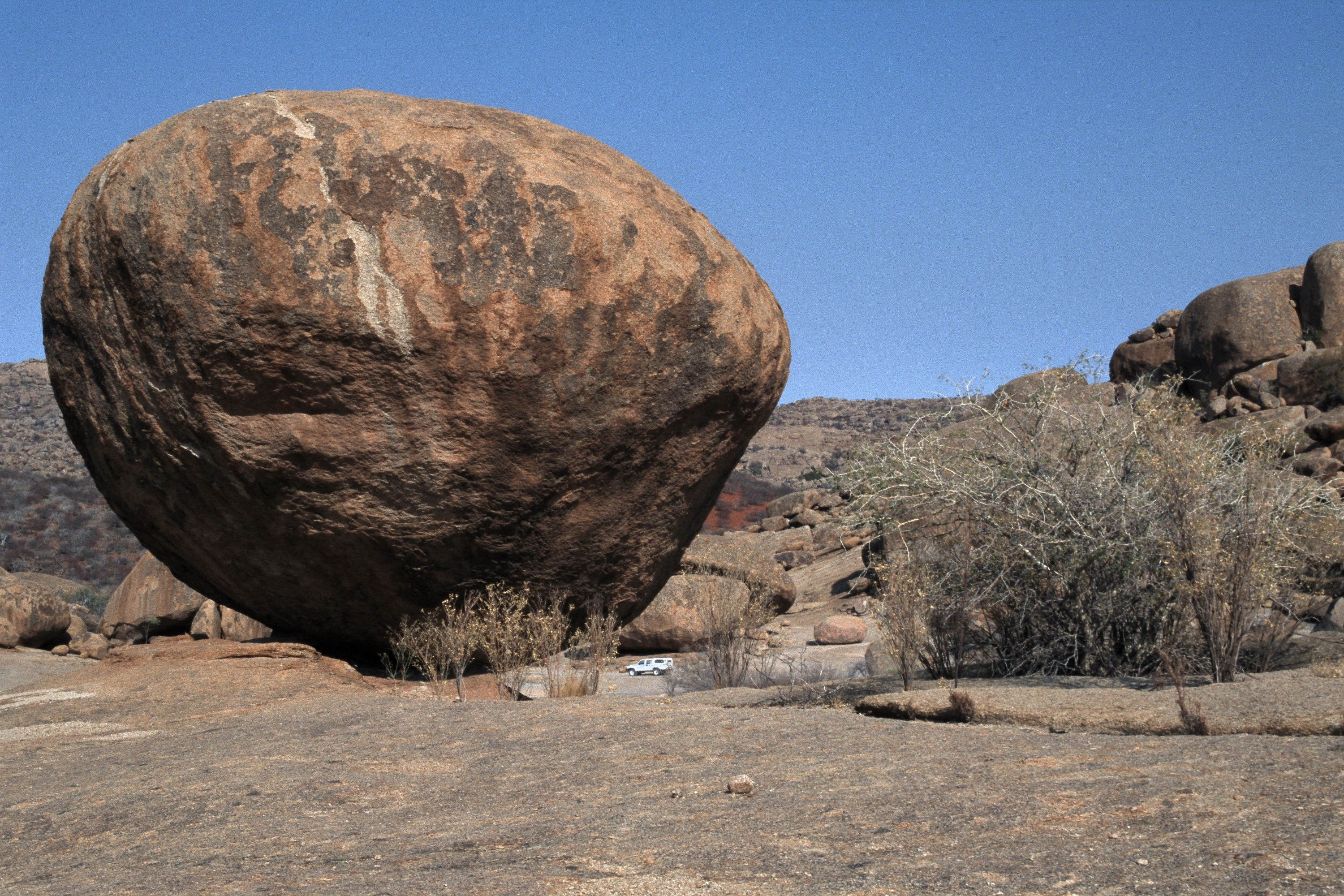
Lokalita Bull’s Party na farmě Ameib
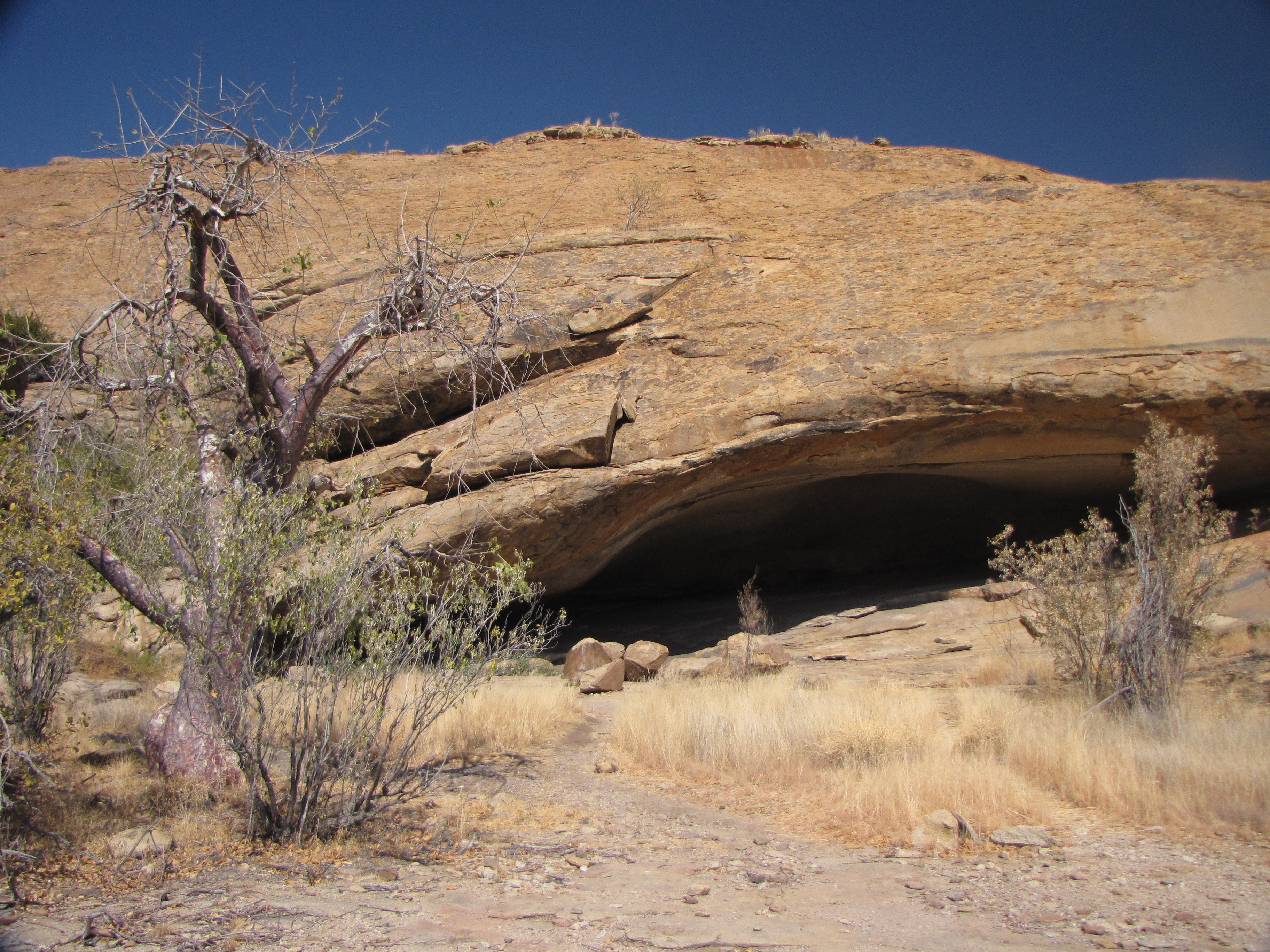
Vstup do Phillipsovy jeskyně
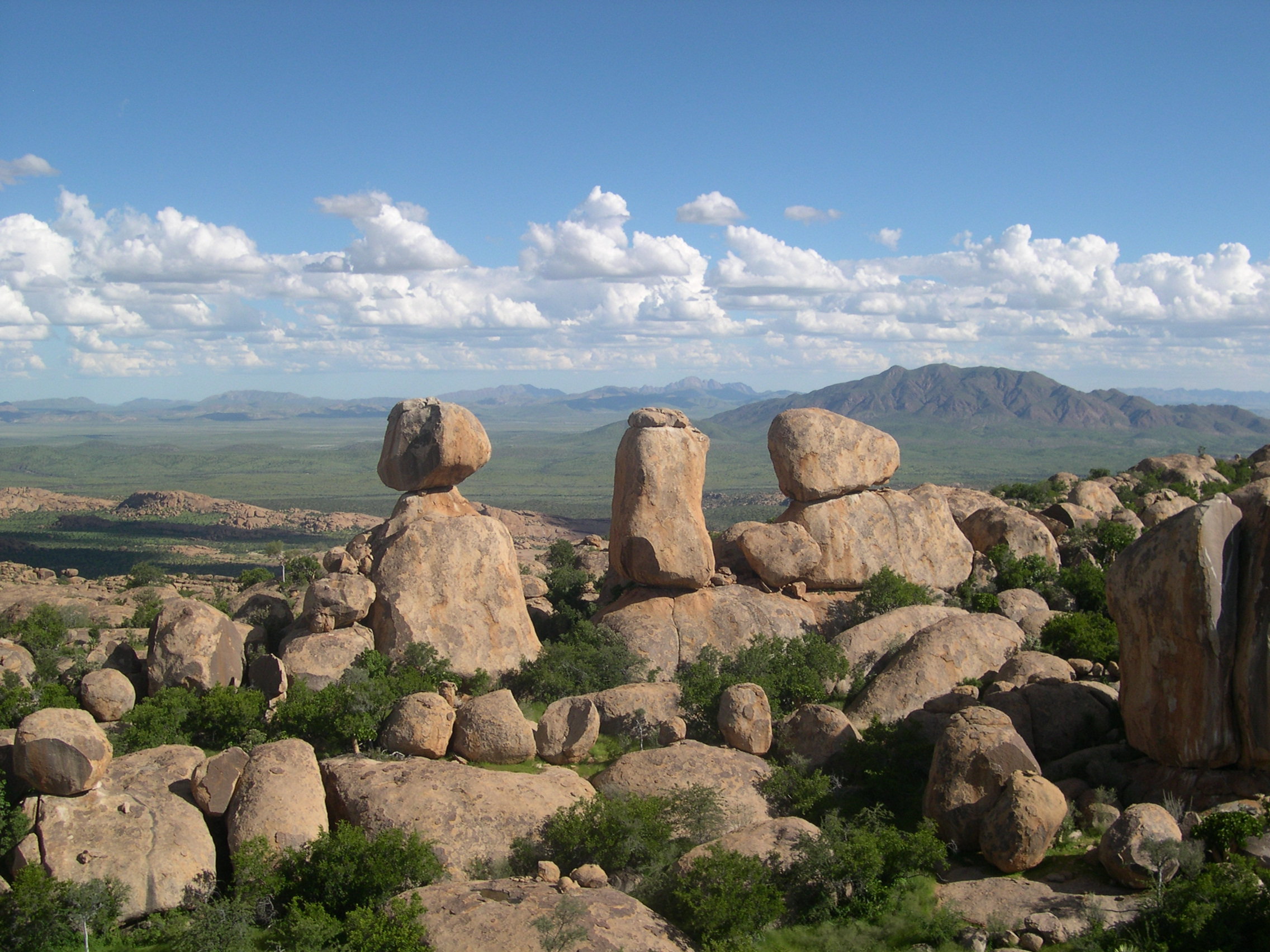
Žulové skalní tvary
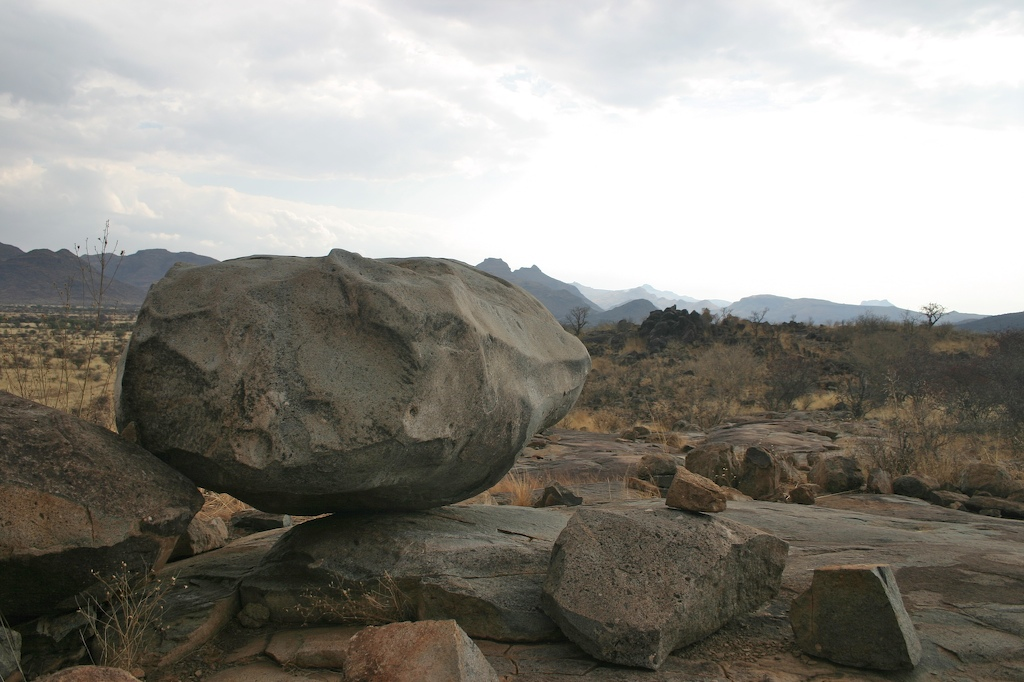
Znělcové balvany u farmy Ombu
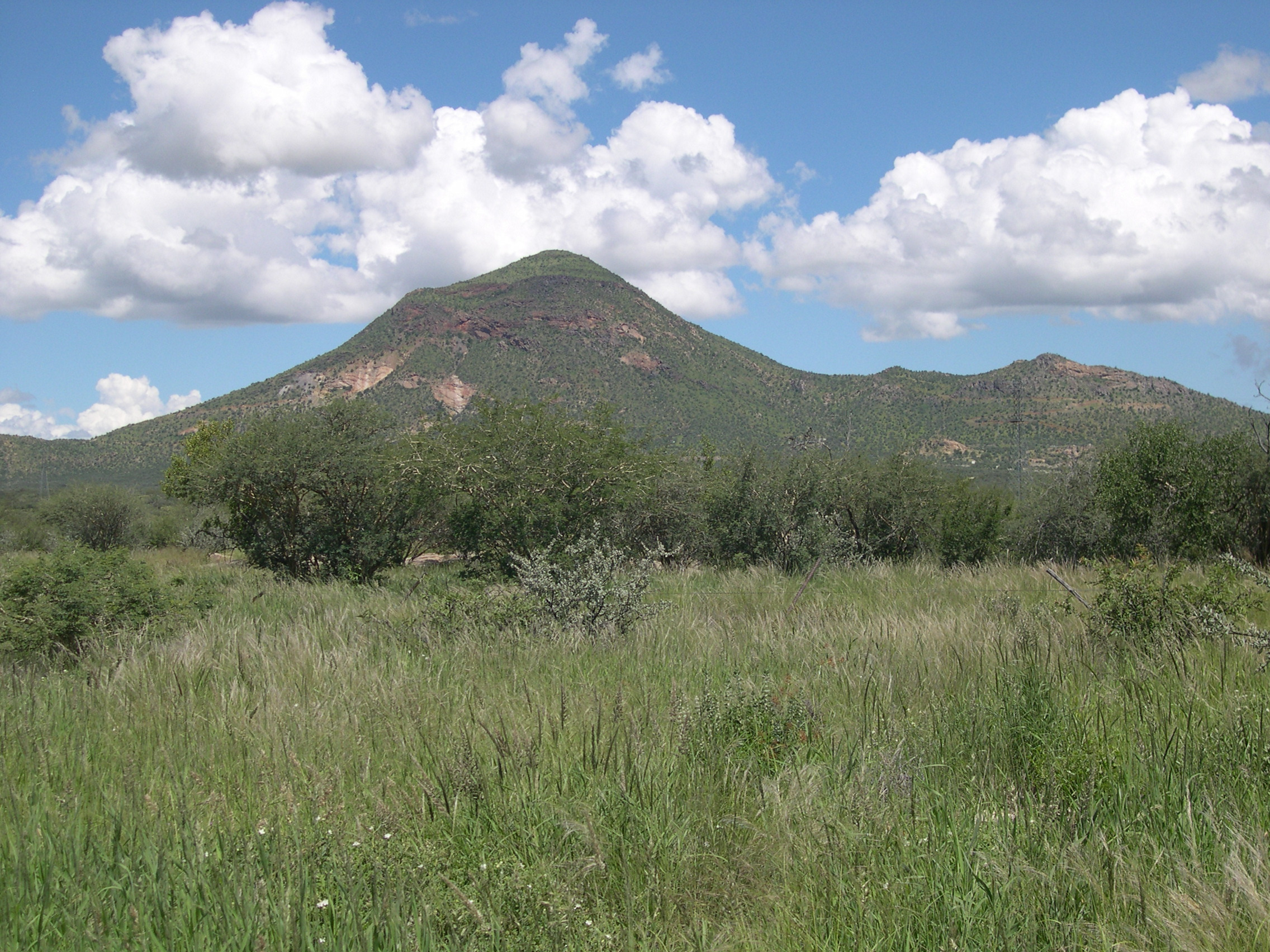
Hora Krantzberg v severním předhůří

## Flóra a fauna

### Flóra
Většina území Eronga je pokryta savanou s travním a křovinatým porostem. Nejvýraznější a nejtypičtější zdejší rostlinou je tzv. botterboom (německy Butterbaum), Cyphostemma currorii, jeden až tři metry vysoký strom z čeledi révovitých. Tento chráněný strom má v letním období listy a plody, v zimě je bezlistý. Šťáva z rostlin cyfostemy je léčivá.

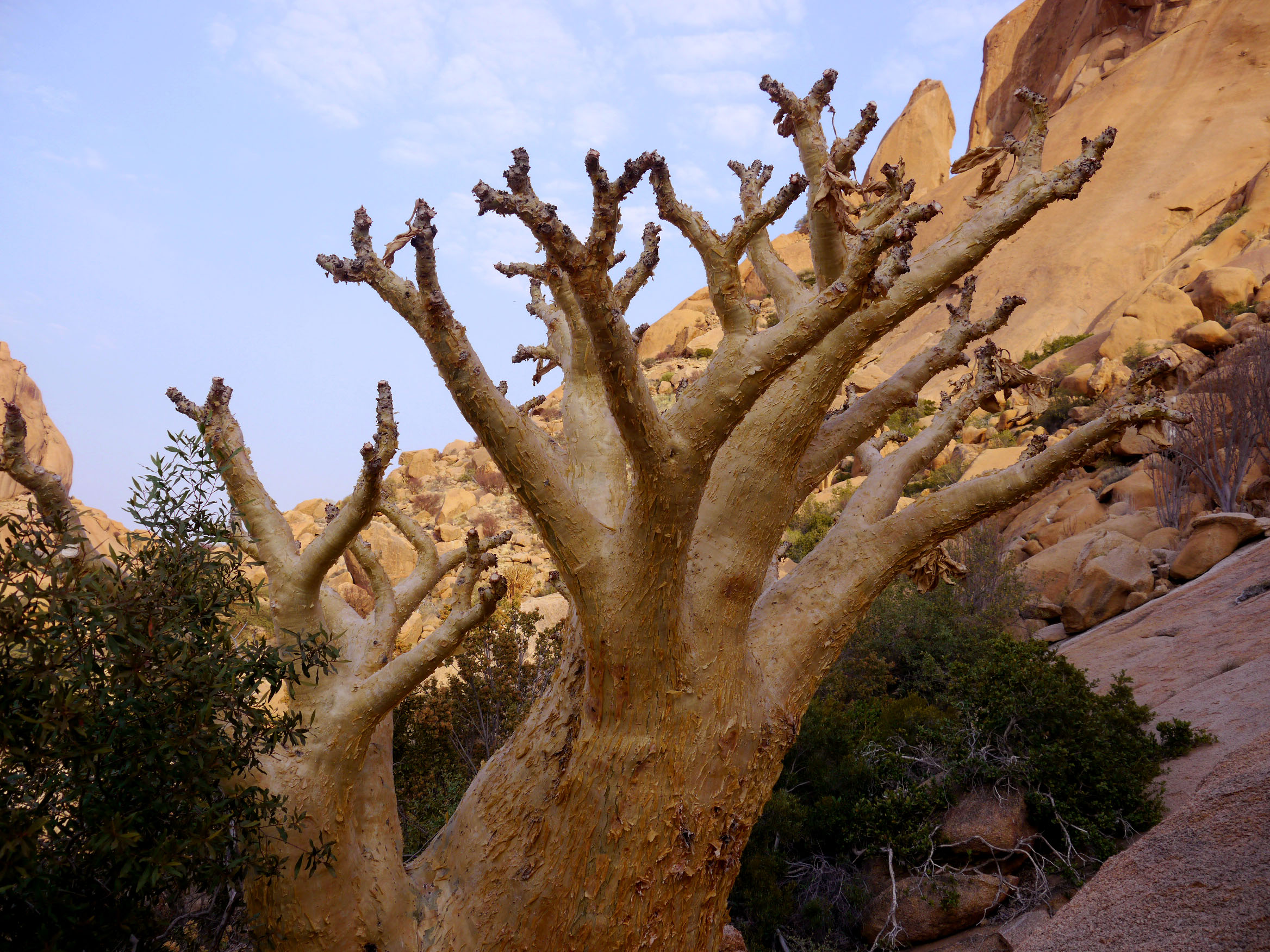
Cyphostemma currorii v zimě

Dalším typickým představitelem místní flóry je stromovitý sprokiesboom (latinsky Moringa ovalifolia). Jedná se o sukulent, který dosahuje výšky maximálně 8 metrů. Kmen lahvovitého tvaru, v němž shromažďuje vodu, mívá až jeden metr široký. Olej ze semen moringy má léčebné antibiotické účinky.
Vyskytuje se zde celá řada dalších rostlin, reprezentujících flóru jižní Afriky, jako například Albizia anthelmintica, "korálový strom" Erythrina decora, dvojbarevná Grewia bicolor, Hoodia currorii, Aloe littoralis, Euphorbia monteiroi subsp. Brandbergensis, Vachellia erioloba, Acacia erubescens, Acacia mellifera subsp. Detines), Maerua schinzii, Ocimum canum, Maerua juncea či některé endemity.

### Fauna

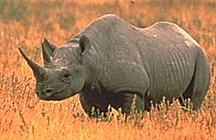
Nosorožec dvourohý

Mimořádná pozornost je věnována především snaze o obnovení a uchování populace nosorožce dvourohého (Diceros bicornis), zvaného též nosorožec černý. Za tím účelem zde byl v roce 2000 založen "Erongo Mountain Rhino Sanctuary Trust of Namibia".
Dalším typickým živočichem zdejšího regionu je impala, konkrétně poddruh impala černočelá (Aepyceros melampus petersi). Po ustavení "Erongo Mountain Rhino Sanctuary Trust" zde byly vytvořeny vhodné podmínky nejen pro nosorožce, ale i pro jiné druhý zvířat a impale černočelé se zde začalo dařit natolik dobře, že po Národním parku Etosha je v Erongu její zdejší populace druhá nejpočetnější. Od roku 2006 putují do Eronga také sloni ze sousedních oblastí Damaralandu a příznivé podmínky pro život má v Erongu i endemická Hartmannova zebra horská (Equus zebra hartmannae). Endemickým druhem je také trpasličí antilopa dikdik.
V Erongu se vyskytuje mnoho dalších živočichů: kudu velký, přímorožci, pakůň běloocasý, antilopa losí, antilopa skákavá, antilopa trávní, levhart skvrnitý, gepard štíhlý, prase savanové, skálolez skákavý, chocholatka schovávaná, promyka černá, hyenka hřivnatá, hyena čabraková, žirafy, paviáni, ženetky a další druhy. Z plazů se na území Eronga vyskytuje kobra černokrká, dále agamy, gekoni, krajty a ještěrky. Žijí zde také štíři a mnoho druhů pavouků a brouků.
Ptactvo reprezentuje mj. pštros dvouprstý, sparák šedý, červenkovec namibijský, některé druhy snovačovitých, jako například snovač žlutý, a také sedm endemických druhů, mezi nimi např. Francolinus hartlaubi, Lanioturdus torquatus, Tockus monteiri nebo Achaetops pycnopygius.

## Historie

### Nejstarší osídlení

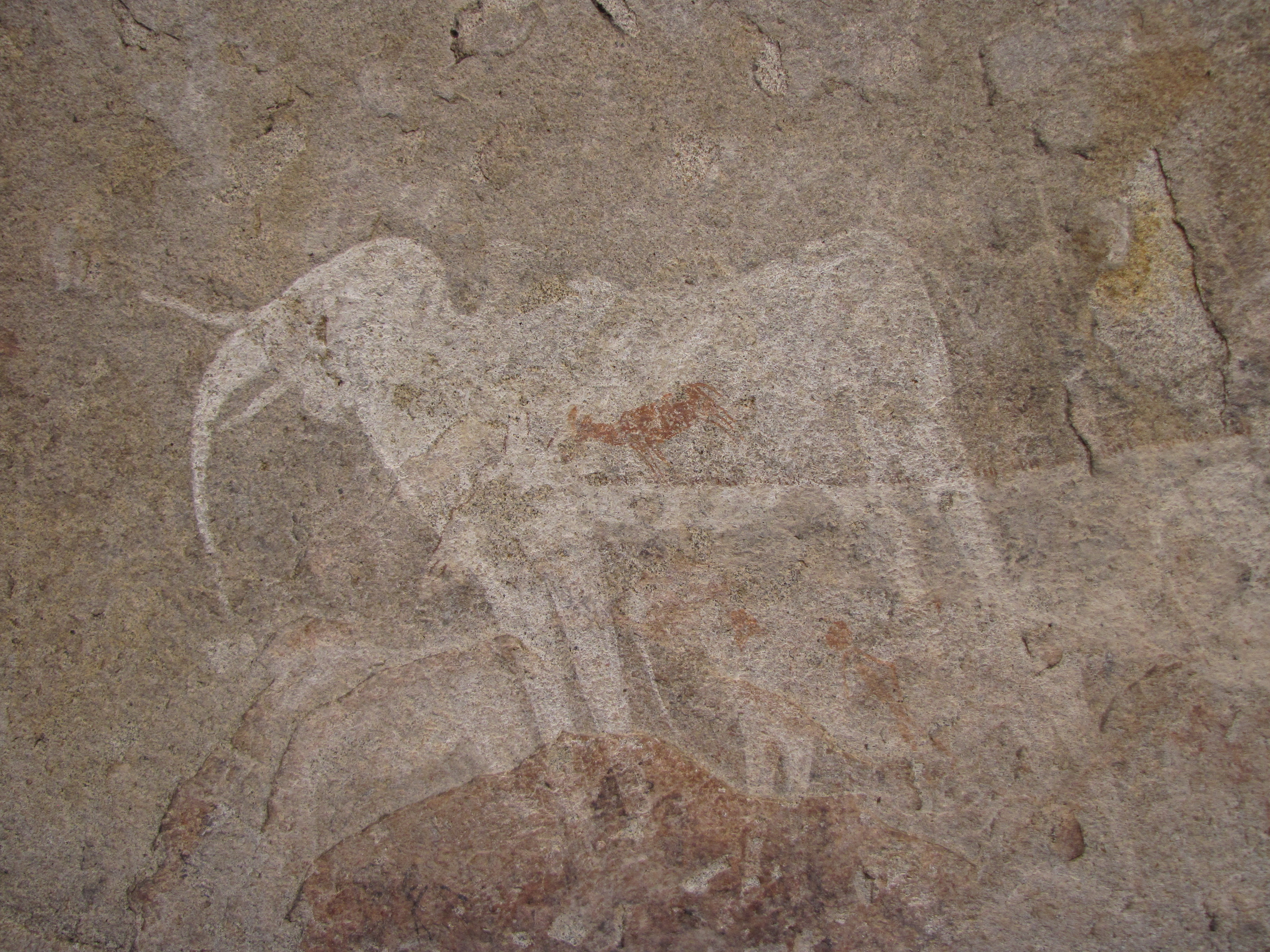
Bílý slon, kresba z Phillipsovy jeskyně v jižní části Eronga

Podle archeologických nálezů byla oblast Eronga osídlena již v mladší době kamenné (4400 až 1200 př. n. l.). Kromě kamenných nástrojů, předmětů z pštrosích vaječných skořápek, keramiky apod. další důkazy o tomto osídlení představují především skalní kresby a rytiny, typické pro horské oblasti v regionu Erongu. Pro život předků dnešních Sanů a Damarů zde byly jednak příznivé geologické podmínky (nepropustné žulové podloží zdejších pánví umožnilo zadržet vodu v krajině na delší dobu), tak i výhodné podmínky z hlediska množství zvěře. Svědectví o životě někdejších obyvatel Eronga v podobě skalních kreseb lze nalézt v místních jeskyních, jako je Phillipsova jeskyně na farmě Ameib, jeskyně Paula na farmě Okapekaha u Omaruru, jeskyně a skály Bushman’s Paradise v oblasti Spitzkoppe či jeskyně Etemba na stejnojmenné farmě. Skalní kresby z oblasti Eronga jsou zapsány na seznamu národních kulturních památek Namibie.

### Moderní doba
Území dnešní Namibie bylo objeveno portugalskými mořeplavci v 15. století, avšak do namibijského vnitrozemí začali pronikat Hererové, Namové, Orlanové a Ovambové až v 17. století. Hlavní příliv evropských osadníků, v neposlední řadě z německých zemí, nastal až v 19. století. Země byla rozdělena na jednotlivá hospodářství (farmy) a toto rozdělení se dochovalo až do 21. století. Damarové v oblasti Damaralandu se tradičně zaměřovali na chov koz. Postupem doby se charakter farem začal měnit, došlo k útlumu chovu dobytka a do popředí se postupně dostává podpora turismu.

## Těžba rud a minerálů
Od roku 1910, kdy bylo na pozemcích farmy Ameib objeveno ložisko cínových rud, se v Erongu začala rozvíjet hornická těžba. Jednalo se nejen o těžbu cínu, ale i dalších surovin, jako je wolfram, lithium, niob nebo tantal v těžebních lokalitách, jaké byly například na farmách Ameib nebo Davib, v pegmatitech u Kudubisu a v řadě dalších míst. V 30. letech 20. století, nejpozději do roku 1939, však těžba cínových rud v Erongu skončila, pouze těžba wolframu v dole Krantzberg Tungsten Mine v Krantzbergu pokračovala až do roku 1980.
Neznamenalo to však konec hornictví v Erongu, neboť zájem se postupně soustředil na dobývání minerálů, zejména drahých kamenů. Na jaře roku 1999 byly v miarolických dutinách v erongské žule objeveny dobře vyvinuté krystaly skorylu a topazu, což bylo impulsem k intenzivnějšímu hledání minerálů v této oblasti. Mezi nalezišti jsou uváděny lokality na farmách Kudubis, Ameib, Davib, Erongorus, Brabant nebo Krantzberg. Barevné elbaity, zejména zelený verdelit z Peters Mine, modrý indigolit z farmy Neu Schwaben a červený rubelit z Henderson mine, dosahovaly drahokamové kvality.
Dobývání drahých kamenů pro sběratelský a klenotnický trh má v pohoří Erongo podobu menších důlních děl a štol, budovaných individuálními těžaři, což je provázeno riziky z hlediska bezpečnosti práce a úrazů, bohužel někdy končících i smrtí.

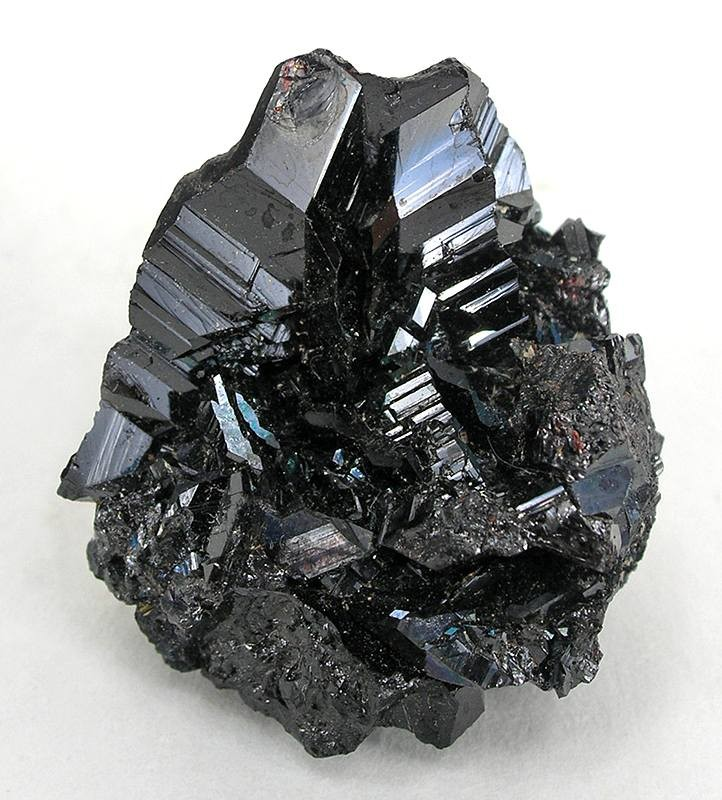
Kasiterit
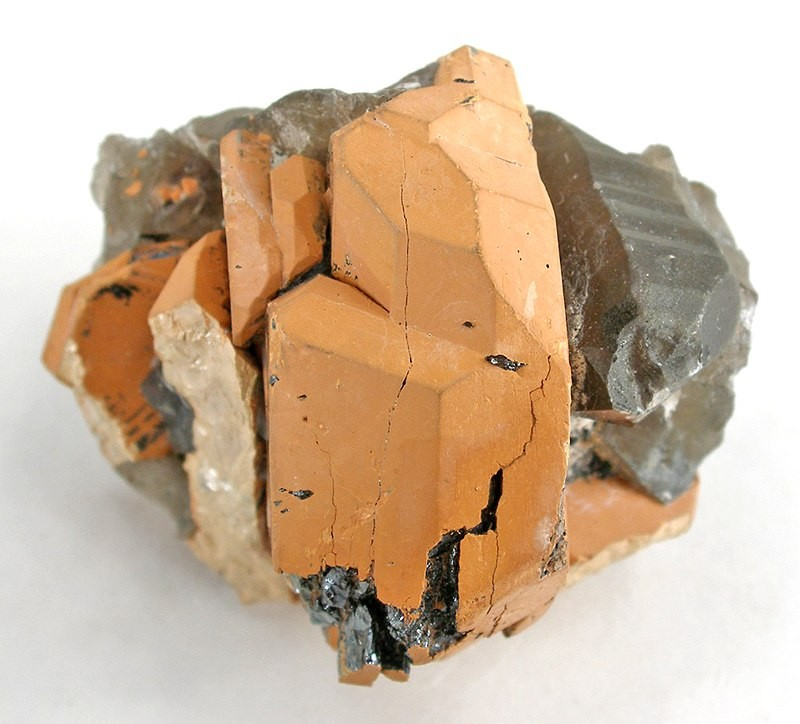
Ilmenit a křemen
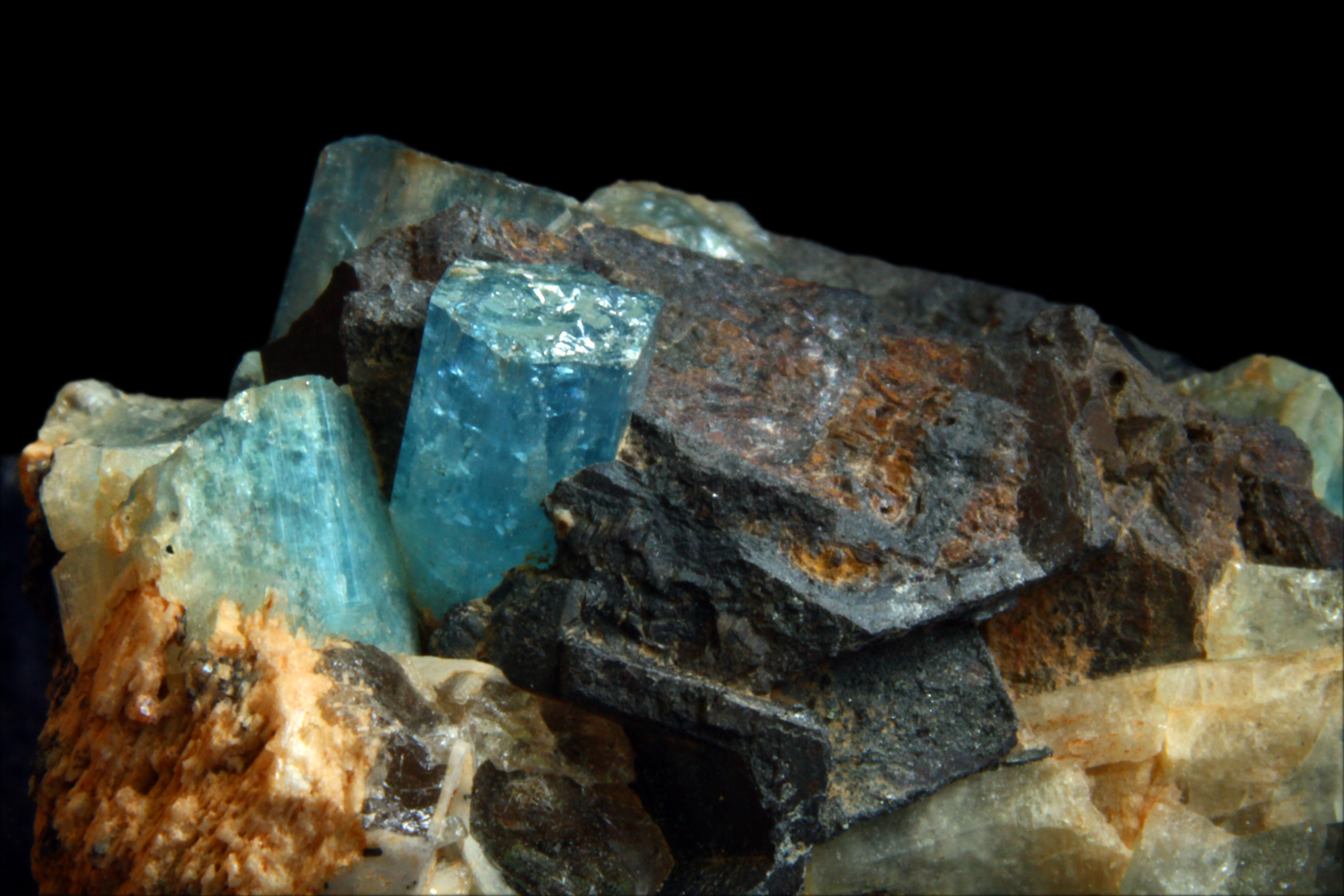
Akvamarín se sideritem
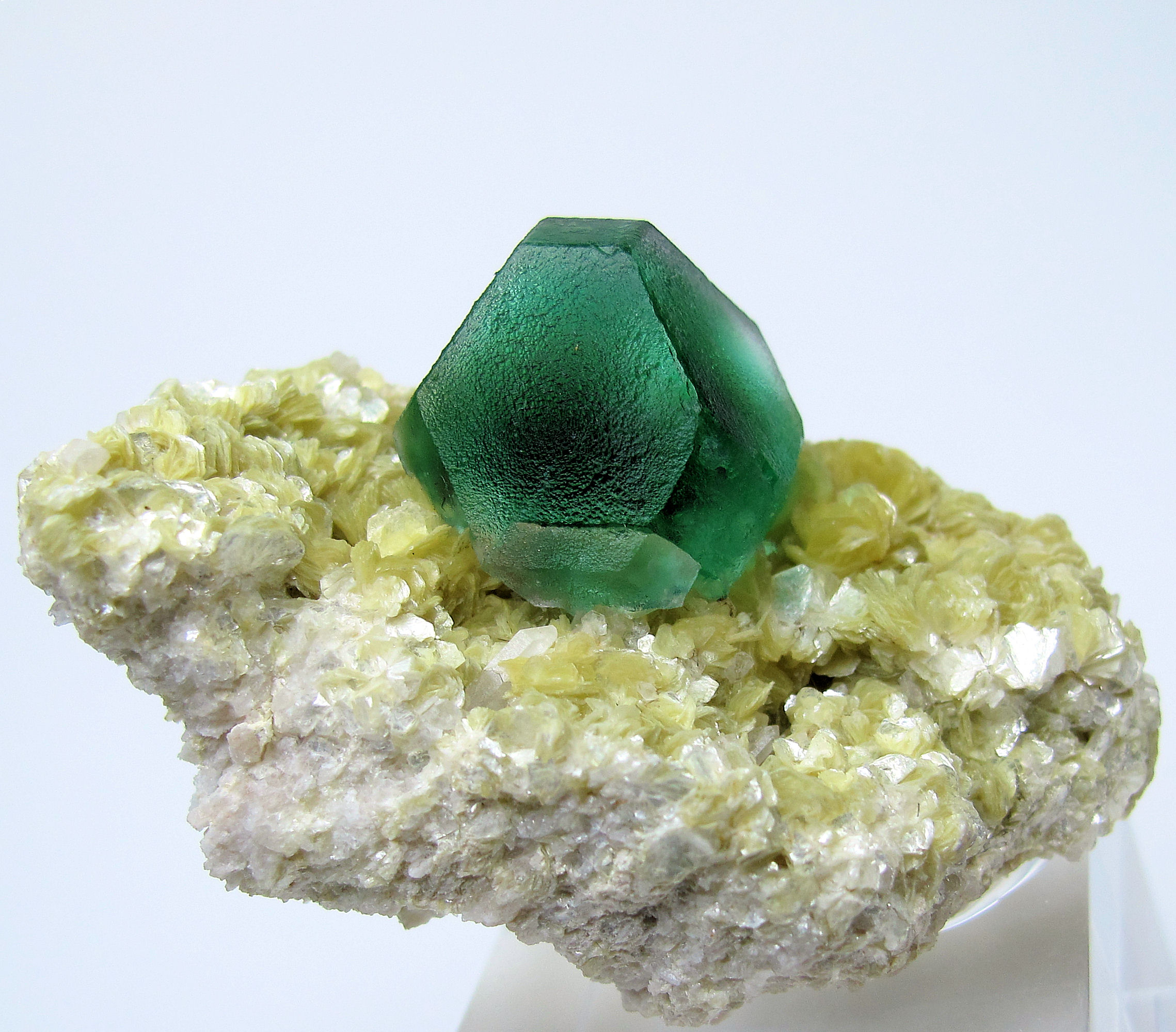
Krystal zeleného fluoritu
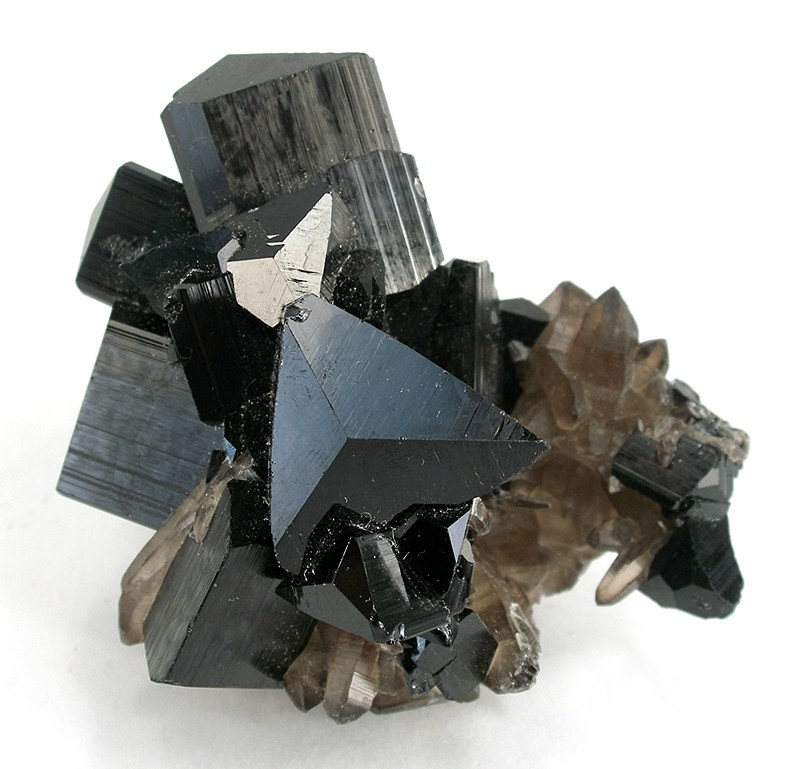
Skoryl a křemen
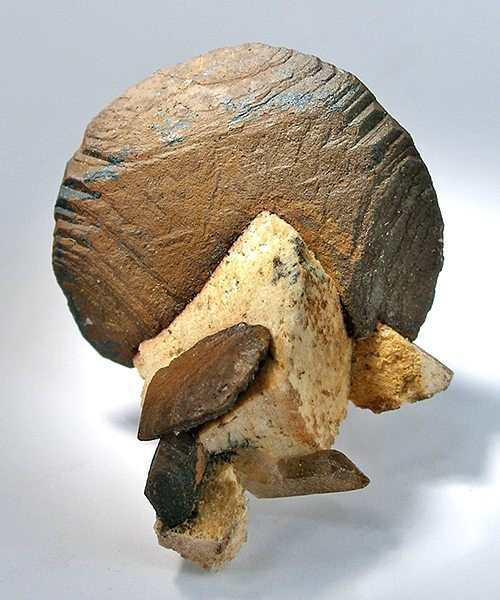
Goethit, kalcit a živec